# Liechtensteiner Nachrichten
Die Liechtensteiner Nachrichten (Vollständig: Liechtensteiner Nachrichten vormals „Oberrheinische Nachrichten“ / Amtliches Publikationsorgan für Liechtenstein) wurde durch Umbenennung ab dem 3. September 1924 geschaffen, erschien von 1924 bis 1935 regelmässig im Fürstentum Liechtenstein zweimal wöchentlich am Mittwoch und Samstag und hatte ihr Verbreitungsgebiet auch in der Umgebung des Fürstentums, vor allem der angrenzenden Schweiz. Teilweise erschien das Blatt mit Sonderbeilagen.

## Redaktion, Erscheinungsweise, Satz
Verantwortlicher Redakteur war von 1924 bis 1928 und kurzfristig 1932 Alphons Thöny. Die Redaktion übernahm 1928 für kurze Zeit G. Risch und sodann von 1928 bis 1930 Josef Sele, 1930 bis 1932 und 1933 bis zur Auflösung des Blattes 1935 Max Beck.
Die Nummerierung der Erscheinung und Jahrgang der ehemals Oberrheinische Nachrichten (gegründet am 25. April 1914) wurde beibehalten. Die erste Ausgabe der Liechtensteiner Nachrichten vom 3. September 1924 erschien somit mit der laufenden Nr. 70 und im 11. Jahrgang. Gleichzeitig mit der Umbenennung wurde das Blatt zum Amtlichen Publikationsorgan für Liechtenstein (siehe auch: Liechtensteinisches Amtsblatt und Liechtensteinisches Landesgesetzblatt).
Die Liechtensteiner Nachrichten wurden am 28. Dezember 1935, Ausgabe Nr. 105 im 22. Jahrgang eingestellt, da die Zeitungen Liechtensteiner Nachrichten und Liechtensteiner Heimatdienst zum Jahresbeginn 1936 zusammengelegt wurden und zukünftig (bis heute) als Liechtensteiner Vaterland aufgelegt werden.
Die Tageszeitung Liechtensteiner Vaterland sieht sich aufgrund der Fusion aus dem Jahr 1936 als Nachfolgeblatt auch der Liechtensteiner Nachrichten und somit der Oberrheinischen Nachrichten.
Die Liechtensteiner Nachrichten wurden, wie zuvor bereits die Oberrheinischen Nachrichten, in deutscher Sprache aufgelegt und bis zur Einstellung 1935 in Fraktur gesetzt.

## Politische Ausrichtung
Die Liechtensteiner Nachrichten waren politisch eng an demokratieverbundene, christlich-soziale Strömungen in Liechtenstein und die christlich-soziale Volkspartei Liechtensteins angelehnt und waren das politische Sprachrohr dieser Bewegung/Partei.
Die Zusammenlegung der Zeitungen Liechtensteiner Nachrichten und Liechtensteiner Heimatdienst zum Liechtensteiner Vaterland verlief parallel zur Fusion der Christlich-sozialen Volkspartei mit dem Liechtensteiner Heimatdienst zur heute noch bestehenden Partei Vaterländische Union zum 5. Januar 1936.

## Finanzierung
Die Liechtensteiner Nachrichten finanzierten sich vor allem durch Abonnements und den Verkauf von Inseraten. Die Inserate machten im Gesamttext des Blattes mindestens etwa 1/8 des Gesamtumfanges aus.